# IC 3010
IC 3010 est une galaxie lenticulaire située dans la constellation de l'Hydre. Sa vitesse par rapport au fond diffus cosmologique est de 2 313 ± 26 km/s, ce qui correspond à une distance de Hubble de 34,1 ± 2,4 Mpc (∼111 millions d'al). Elle a été découverte par l'astronome américain Lewis Swift en 1898.
À ce jour, deux mesures non basées sur le décalage vers le rouge (redshift) donnent une distance de 24,300 ± 5,940 Mpc (∼79,3 millions d'al), ce qui est légèrement à l'extérieur des valeurs de la distance de Hubble.

## Groupe de NGC 4105
IC 3010 est une galaxie du groupe de NGC 4105. Ce groupe de galaxies compte au moins cinq membres. Outre NGC 4105, les autres galaxies du groupe sont IC 2995, IC 3005 et ESO 440-46.